# Кървава неделя (1905)
 Тази статия е за кървавата неделя в Санкт Петербург.  За други значения вижте Кървава неделя.  
Събитията от 9 (22) януари 1905 година в Санкт Петербург, наричани още Кървава неделя, са демонстрация, разстрел и последвали гонения на демонстранти. Те са ключово събитие в историята на Русия, станало предпоставка за Революцията в страната от 1905 – 1907 г.

## Събития
Голяма процесия от работници тръгват към Зимния дворец, за да представят на император Николай II петиция, подписана от 150 000 души, с искания за намаляване на работния ден на 8 часа, увеличаване на надницата, подобряване условията на труд, за общо избирателно право и за прекратяване на Руско-японската война. По пътя към Зимния дворец те са атакувани от полицията, която открива огън срещу тях.

- Демонстранти
- Войници стрелят по демонстранти

## Жертви
Повече от 200 души са убити и около 400 са ранени.

## Последствия
Това е сигнал за Революцията от 1905 – 1907 г., последвана след 12 години от Февруарската революция от 1917 г.